# Gossypium triphyllum
Gossypium triphyllum är en malvaväxtart som först beskrevs av William Henry Harvey, och fick sitt nu gällande namn av Bénédict Pierre Georges Hochreutiner. Gossypium triphyllum ingår i släktet bomull, och familjen malvaväxter. Inga underarter finns listade i Catalogue of Life.